# Xeranoplium bicolor
Xeranoplium bicolor là một loài bọ cánh cứng trong họ Cerambycidae.